# 西旁托圣母圣殿

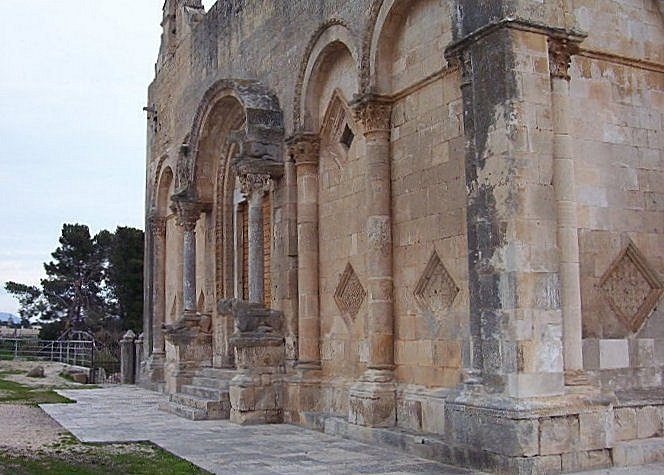
立面

西旁托圣母圣殿（Basilica di Santa Maria Maggiore di Siponto）是意大利南部普利亚大区曼弗雷多尼亚的一座教堂，供奉西旁托（曼弗雷多尼亚的古代名字）圣母。该堂曾经是一座主教座堂，1977年升格为宗座圣殿。
该堂在1117年祝圣，西旁托的老楞佐的圣髑存放在正祭台下面。
这座建筑的平面很不寻常，包括两座独立的教堂。一个在地下，现在是地下圣堂，在南墙和东墙上有两个后殿，一个两侧有狮子的中世纪大门，面对进入曼弗雷多尼亚的道路。
圣殿内部有四根柱子，可追溯到11世纪。曾经还有可追溯到7世纪的西旁托圣母像，现在在曼弗雷多尼亞主教座堂；以及多彩拜占庭木雕西旁托（6世纪）。地下教堂可追溯到中世纪早期，毁于地震后被地上教堂所取代。